# 日本の白砂青松100選
日本の白砂青松100選（にほんのはくしゃせいしょうひゃくせん）とは、1987年（昭和62年）に社団法人日本の松の緑を守る会（2003年に解散）が選定した、100ヶ所の日本の景勝地。
美しい砂浜と松原（マツ樹林）をともなう白砂青松の海岸を一覧にしたものである。

## 北海道
- 襟裳岬（北海道えりも町）
- 砂坂海岸（北海道江差町）

## 東北

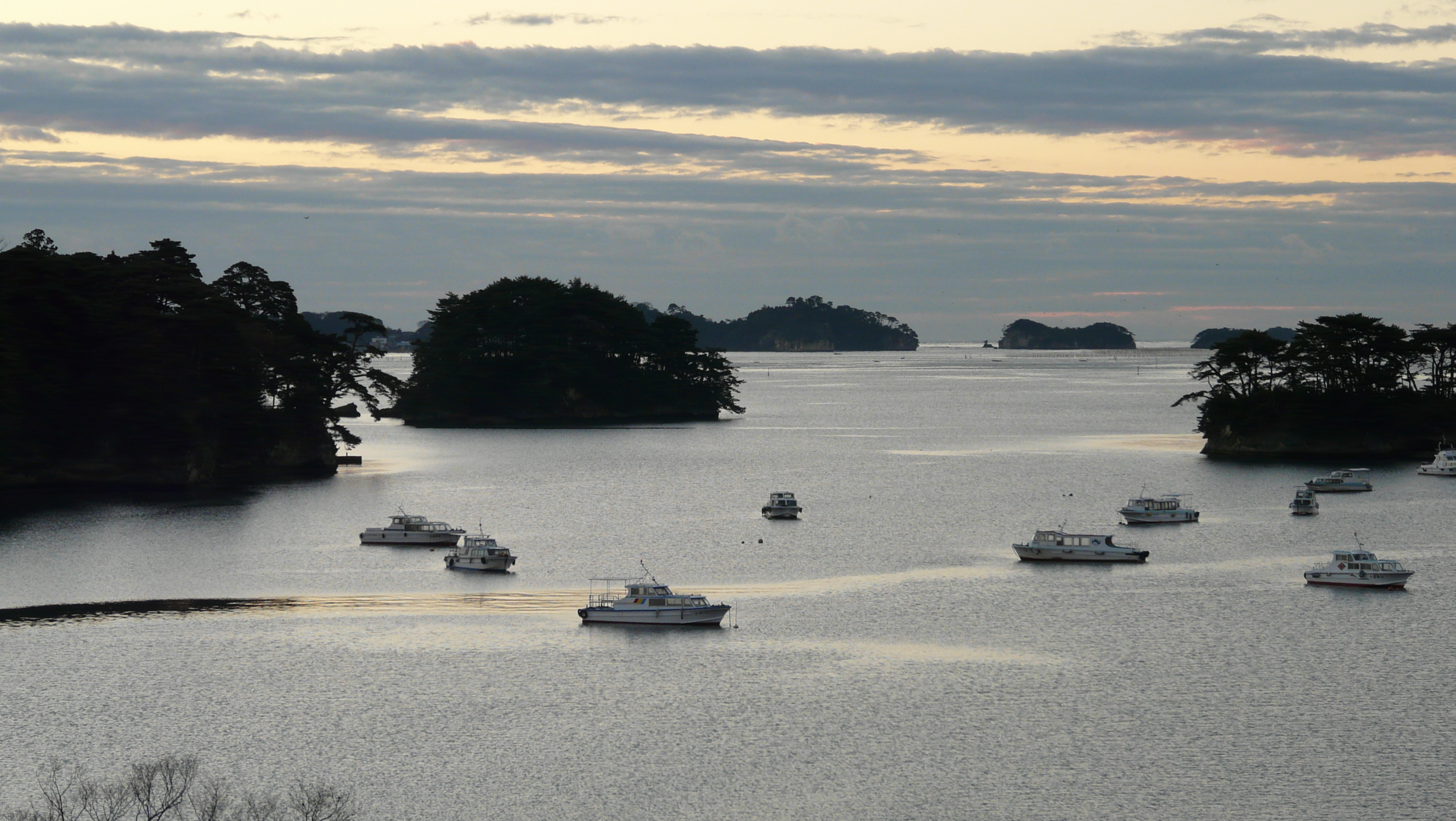
松島（宮城県）

青森県
- 屏風山保安林（青森県つがる市）
- 淋代海岸（青森県三沢市）
- 種差海岸（青森県八戸市）
- 野牛浜（青森県東通村）

岩手県
- 浄土ヶ浜（岩手県宮古市）
- 根浜海岸（岩手県釜石市）
- 碁石海岸（岩手県大船渡市）
- 高田松原（岩手県陸前高田市）

宮城県
- 御伊勢浜（宮城県気仙沼市）
- 小泉海岸（宮城県気仙沼市）
- 神割崎（宮城県南三陸町・石巻市）
- 松島（宮城県松島町・塩竈市など）

秋田県
- 風の松原（秋田県能代市）
- 西目海岸（秋田県由利本荘市）

山形県
- 庄内海岸砂防林（山形県酒田市など）

福島県
- 松川浦（福島県相馬市）
- 新舞子浜（福島県いわき市）
- 天神浜（福島県猪苗代町）

## 関東

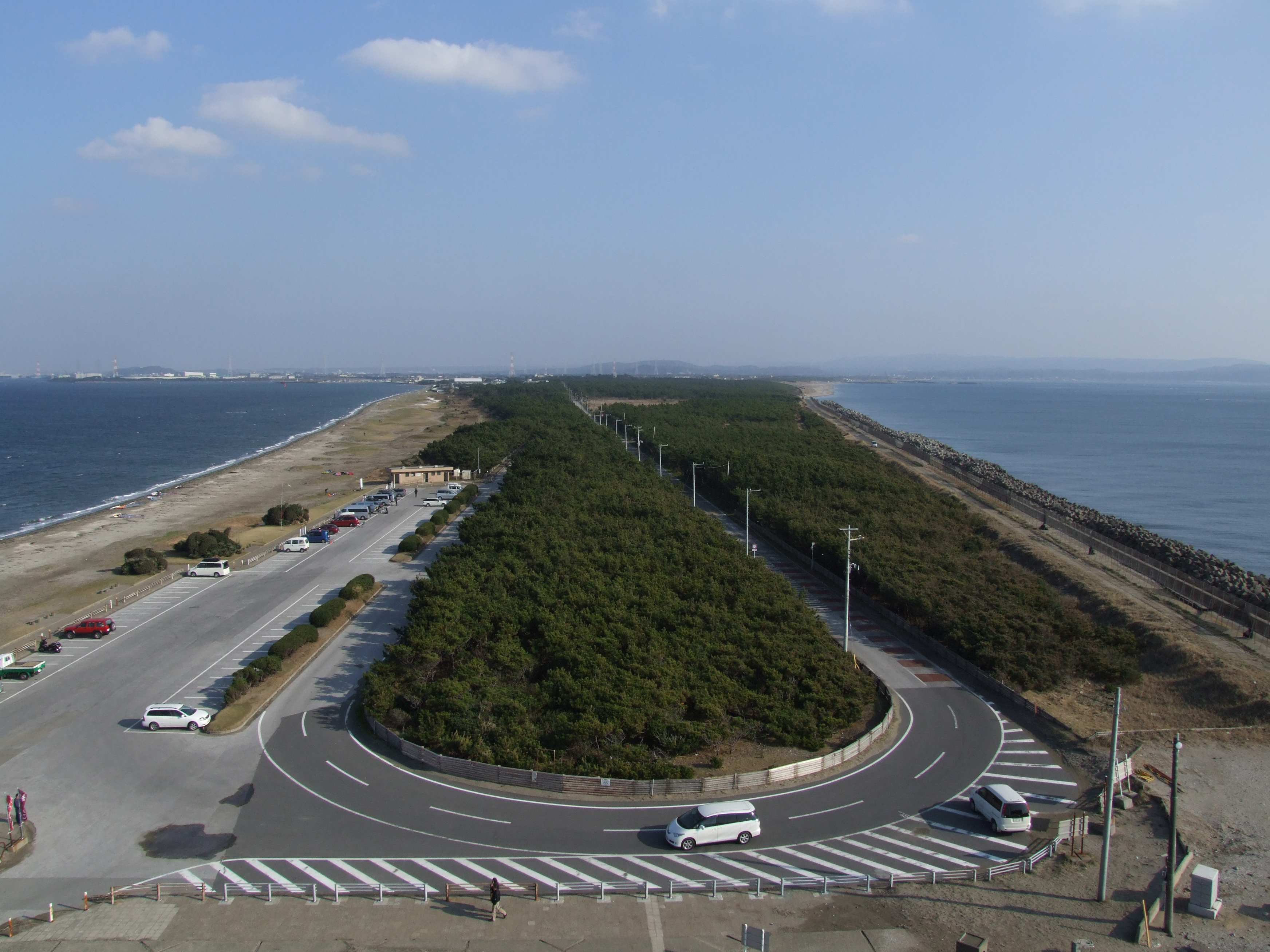
富津岬（千葉県）

茨城県
- 五浦海岸（茨城県北茨城市）
- 鵜の岬海岸（茨城県日立市）
- 村松海岸（茨城県東海村）
- 大洗海岸（茨城県大洗町）

千葉県
- 富津岬（千葉県富津市）
- 平砂浦海岸（千葉県館山市）
- 東条海岸（千葉県鴨川市）
- 九十九里海岸（千葉県旭市など）
- 磯の松原（千葉県千葉市美浜区）

東京都
- 松山海岸（東京都大島町）
- 式根松島（東京都新島村）

神奈川県
- 湘南海岸（神奈川県藤沢市など）
- 真鶴半島（神奈川県真鶴町）

## 中部

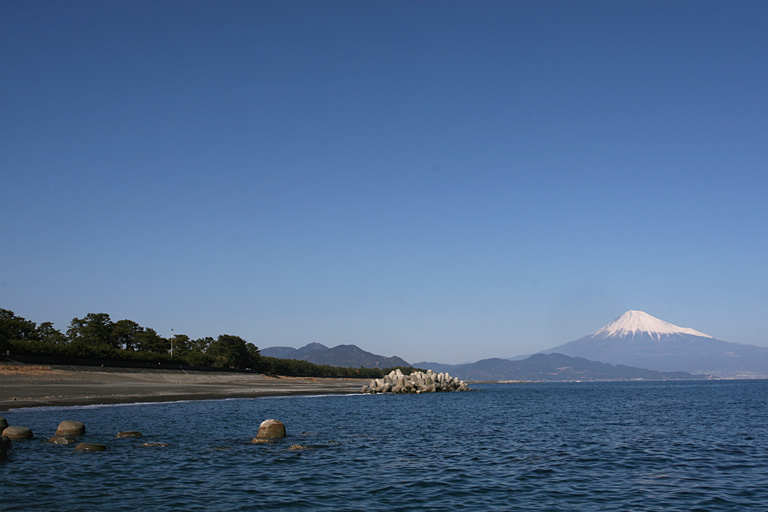
三保の松原（静岡県）

新潟県
- 護国神社周辺の海岸（新潟県新潟市中央区）
- お幕場（新潟県村上市）

富山県
- 古志の松原（富山県富山市）
- 松田江の長浜（富山県氷見市・高岡市）

石川県
- 増穂浦海岸（石川県志賀町）
- 千里浜・安部屋海岸（石川県羽咋市など）
- 安宅海岸（石川県小松市）
- 加賀海岸（石川県加賀市）

福井県
- 気比の松原（福井県敦賀市）
- 美浜の根上りの松群（福井県美浜町）

静岡県
- 弓ヶ浜（静岡県賀茂郡南伊豆町）
- 千本松原（静岡県沼津市など）
- 三保の松原（静岡県静岡市清水区）
- 遠州大砂丘（静岡県湖西市など）

愛知県
- 恋路ヶ浜（愛知県田原市）
- 伊良湖開拓海岸防災林（愛知県田原市）

## 近畿
三重県
- 鼓ヶ浦（三重県鈴鹿市）

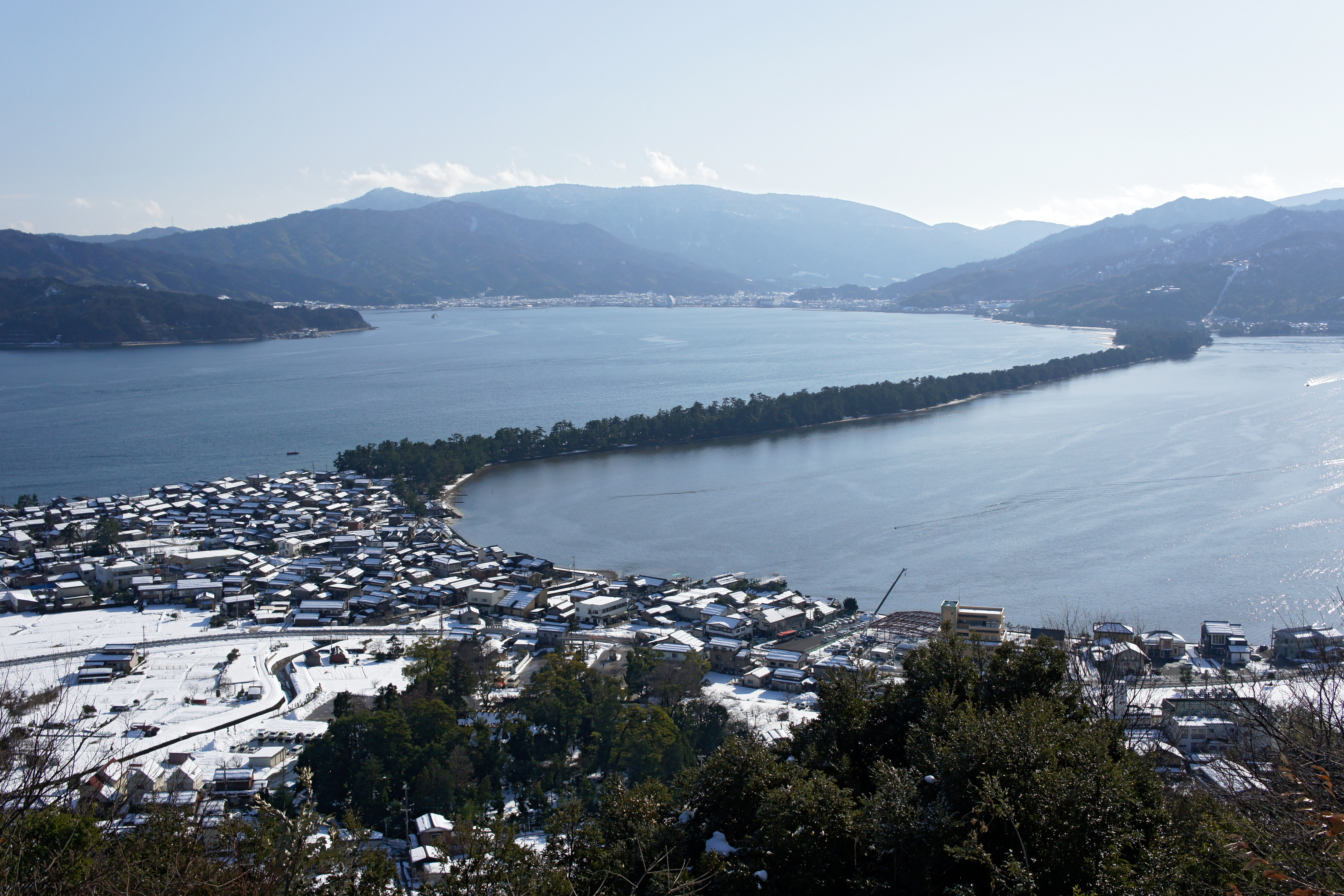
天橋立（京都府）

- 七里御浜（三重県熊野市・和歌山県新宮市など）

滋賀県
- 雄松崎（滋賀県大津市）
- 湖西の松林（滋賀県高島市）

京都府
- 天橋立（京都府宮津市）
- 浜詰海岸（京都府京丹後市）
- 掛津海岸（京都府京丹後市）

大阪府
- 二色の浜公園（大阪府貝塚市）

兵庫県
- 須磨海浜公園・須磨浦公園（兵庫県神戸市須磨区）
- 高砂海浜公園（兵庫県高砂市）
- 浜坂県民サンビーチ（兵庫県新温泉町）
- 慶野松原（兵庫県南あわじ市）
- 大浜公園（兵庫県洲本市）
- 吹上の浜（兵庫県南あわじ市）

和歌山県
- 煙樹海岸（和歌山県美浜町）

## 中国
鳥取県
- 浦富海岸（鳥取県岩美町）
- 弓ヶ浜（鳥取県米子市・境港市）

島根県
- 島根半島海中公園（島根県出雲市）
- 浜田海岸（島根県浜田市）
- 屋那の松原（島根県隠岐の島町）
- 春日の松群（島根県隠岐の島町）

岡山県
- 渋川海岸（岡山県玉野市）

広島県
- 桂浜（広島県呉市）
- 包ヶ浦海岸（広島県廿日市市）

山口県
- 室積海岸・虹ヶ浜海岸（山口県光市）

## 四国
徳島県
- 大里松原（徳島県海陽町）

香川県
- 白鳥神社の松原（香川県東かがわ市）
- 津田の松原（香川県さぬき市）
- 観音寺松原（香川県観音寺市）

愛媛県
- 志島ヶ原海岸（愛媛県今治市）

高知県
- 琴ヶ浜（高知県芸西村）
- 種崎千松公園（高知県高知市）
- 小室の浜（高知県四万十町）

## 九州

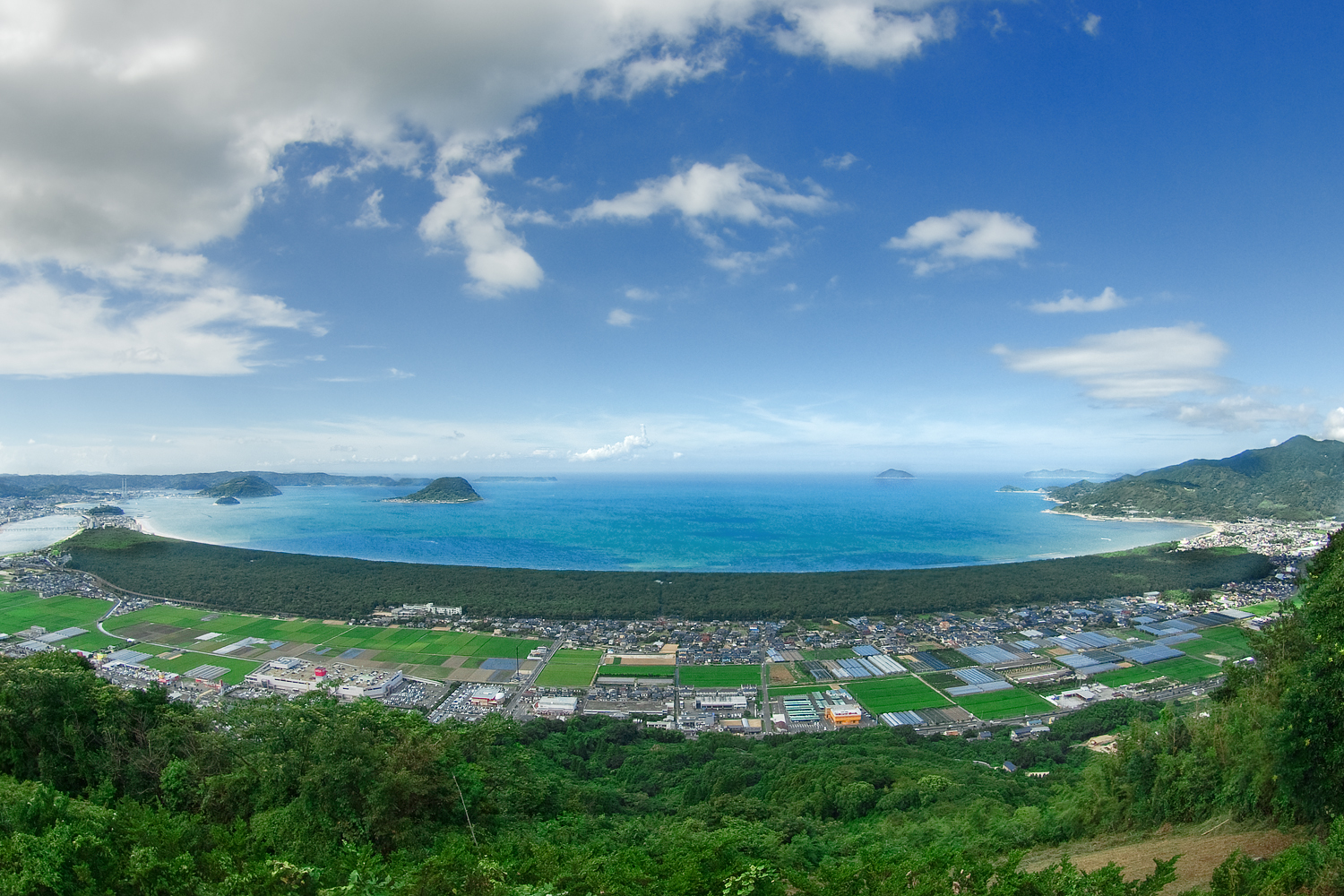
虹の松原（佐賀県）

福岡県
- 三里松原（福岡県岡垣町・芦屋町）
- さつき松原（福岡県宗像市）
- 海の中道（福岡県福岡市東区）
- 生の松原（福岡県福岡市西区）
- 幣の松原（福岡県糸島市）

佐賀県
- 虹の松原（佐賀県唐津市）

長崎県
- 野田浜（長崎県南島原市）
- 千々石海岸（長崎県雲仙市）
- 筒城浜（長崎県壱岐市）

熊本県
- 有明海岸松並木（熊本県荒尾市）
- 天草松島（熊本県上天草市）
- 白鶴ヶ浜（熊本県天草市）

大分県
- 奈多海岸（大分県杵築市）
- 波当津海岸（大分県佐伯市）

宮崎県
- 伊勢ヶ浜・小倉ヶ浜（宮崎県日向市）
- 住吉海岸（宮崎県宮崎市）

鹿児島県
- 吹上浜（鹿児島県南さつま市など）
- くにの松原（鹿児島県肝付町など）